# برکی
برکی، روستایی از توابع بخش زواره شهرستان اردستان در استان اصفهان ایران است. این روستا در ۳۶ کیلومتری شهرستان زواره واقع شده‌است و در میان کو ه‌های بلند محصور شده‌است. این روستا براساس روایات تاریخی یکی از قدیمی‌ترین روستاهای ایران است که به دوران زرتشت و شاخه ای از آن بنام گبرها بر می‌گردد.

## آب و هوا
این روستا دارای اب هوای گرم و خشک می‌باشد.

## پوشش گیاهی
با توجه به شرایط آب و هوایی و، جنس خاک آن، تنوع گونه‌های گیاهی اغلب از نوع گیاهان بیابانی و نیمه‌بیابانی هستند
از میان گیاهان ناحیه می‌توان به انواع شکر تیغال تاغ، اسکنبیل، اسپند، گون، اشنان، خار شتر، علف شور، افدرا، کتیرا ودر کوهستان‌های آن گیاه زیره اشاره کرد بهترین زمان برای سفر به این روستا در ماه شهریور می‌باشد

## کشاورزی
کشاورزی در این روستا از قدمتی طولانی برخوردار بوده اما در سال‌های گذشته به علت خشکسالی و کمبود آب و مهاجرت اهالی روستا به شهرهای بزرگ از رونق افتاده بود، اما در سال‌های اخیر با ابتکاراتی که اهالی اندیشیده‌اند در حال رونق مجدد است. از محصولات آن می‌توان از انار، انگور، زردآلو، قیسی، آلوچه، بادام و گردو نام برد.

## آثارتاریخی
از بناها و آثار به‌جا مانده از دوران قدیم در روستا که بیش از دویست سال از بنای آن می‌گذرد و از شخصی به نام میرزا اسماعیل عامری به‌جا مانده می‌توان به غار کوهکن که در زبان محلی به آن پوکن گفته می‌شود اشاره کرد. این بنا شامل دو حفرۀ غار مانند می‌باشد در تله کوهی به همین نام قرار دارد که در دوران بسیار قدیم، روستاییان در فصل زمستان دام‌ها و احشام خود را برای محافظت از برف و سرمای شدید در آن نگهداری می‌کردند. از آثار تاریخی دیگر روستا می‌توان برج قدیمی یا برج میرزا اسماعیل که هم‌اکنون قسمت‌هایی از آن در طول زمان تخریب شده را نام برد.

## کوه‌ها
بلندترین قله کوهی که در این ناحیه و در نزدیکی همین روستا قرار گرفته قله دیان به ارتفاع ۲۹۲۰ متر است.

## جمعیت
این روستا در دهستان سفلی قرار دارد و براساس سرشماری مرکز آمار ایران در سال ۱۳۹۵، جمعیت آن ۶ نفر (۳خانوار) بوده‌است.